# Шубранец (река)
Шубранец (укр. Шубранець) — река на Украине, протекает по территории Черновицкого района Черновицкой области. Левый приток Прута (бассейн Дуная).
Длина реки 25 км, площадь водосборного бассейна — 205 км². Уклон 3,4 метра на километр. Речная долина шириной 1,7 км. Пойма двусторонняя. Русло умеренно извилистое, шириной 10 м. Используется для водоснабжения и орошения.
Берёт начало на западных склонах Хотинской возвышенности, западнее села Малый Кучуров. Течёт с севера на юг, в нижнем течении поворачивает на юго-восток. Впадает в Прут в северной части города Черновцы. В верхнем и среднем течении на реке есть пруды.